# Patrick Edlinger

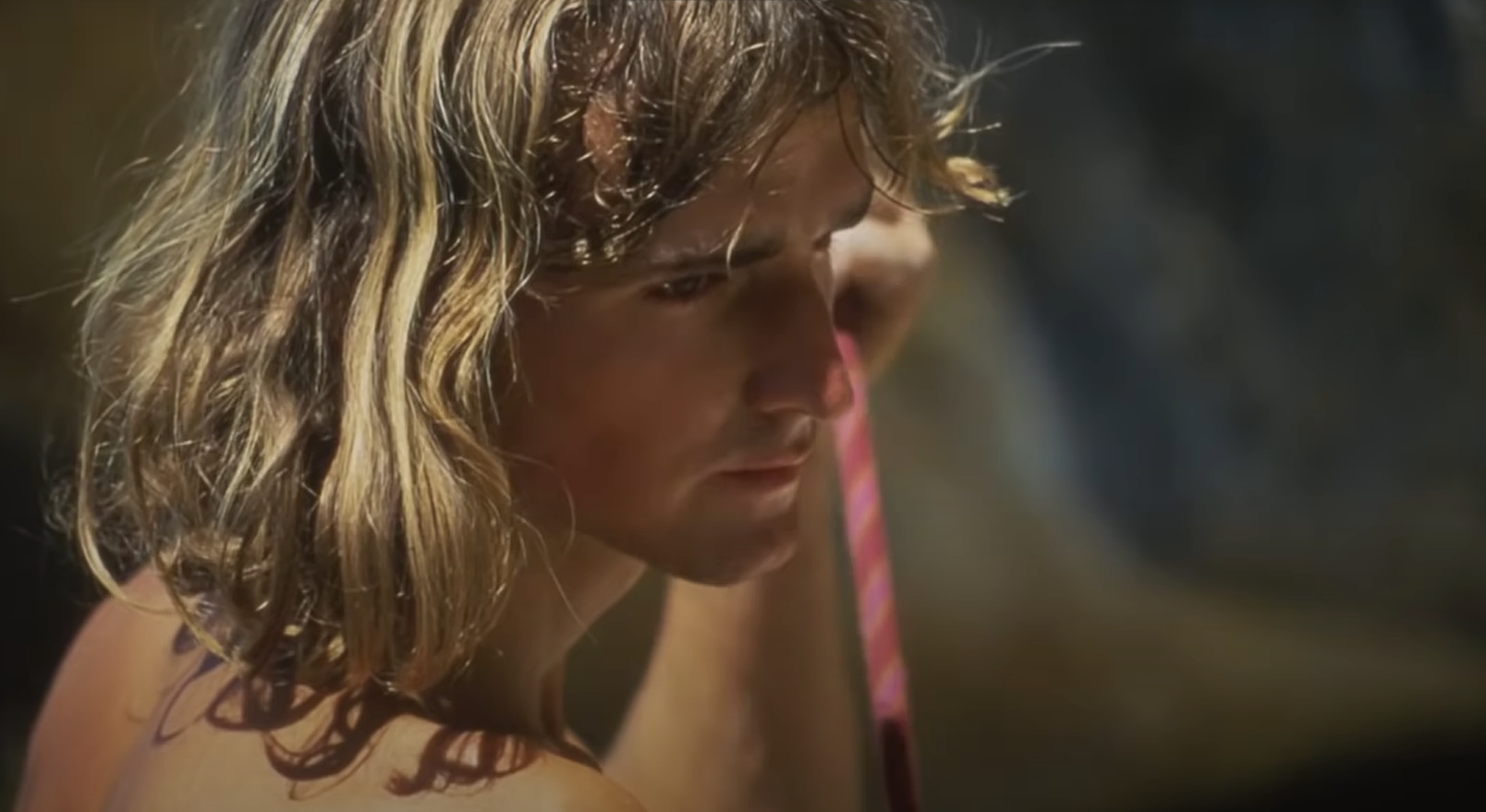
Patrick Edlinger

Patrick Edlinger (* 15. Juni 1960 in Dax, Aquitanien; † 16. November 2012 in La Palud-sur-Verdon) war ein französischer Freikletterer, der auch unter dem Namen „Spiderman der Schluchten“ und als „Le Blond“ bekannt wurde.

## Leben
Die Familie Edlinger kam aus Barcelonnette im Vallée d'Ubaye. Die Eltern, Jean-Marie Edlinger und Eliane Bottero, heirateten 1958. Jean-Marie war Pilot bei der Französischen Armee und war 1960 in Dax stationiert. 1964 wurde die Schwester Corinne geboren. Nach dem Umzug der Familie nach Seyne-sur-Mer bei Toulon, begann Patrick bald an den umliegenden Felsen zu klettern. Ferien mit der Familie in Ailefroide, einem Tal unterhalb des Pelvoux und Klettertouren zu den Felsen von Cimaï, den Calanques und in die Verdonschlucht folgten. Edlinger beendete seine Schulzeit mir dem Baccalauréat (vergleichbar dem deutschen Abitur) mit einem der besten Abgangszeugnissen seines Jahrgangs.
Edlinger galt als einer der Pioniere des freien Kletterns zusammen mit anderen Größen wie Patrick Berhault oder Jean-Claude Droyer. Touren führten ihn in das Klettergebiet Verdonschlucht. Mit den Filmen Opéra vertical und La vie au bout des doigts von Jean-Paul Janssen, in denen er in der Verdon einige 7a-Routen free solo kletterte, wurde er Anfang der 1980er Jahre medial bekannt, und das Freiklettern wurde populär.
Zu den von Edlinger erschlossenen Routen zählt Ça glisse au pays de merveilles in Buoux im Jahr 1983, im damals höchsten erreichten Schwierigkeitsgrad 8a nach französischer Skala. Jacque Perrier richtete in der Verdonschlucht im Jahre 1985 die Route Les Spécialistes ein, welche zwei Jahre später von Jean-Baptiste Tribout frei geklettert und mit 8c als damals schwerste Route Frankreichs bewertet wurde. Patrick Edlinger gelang die zweite freie Begehung und wertete die Route von 8c auf 8b+ ab. Edlinger kletterte die schwersten Routen seiner Ära, wie Maginot Line in Volx und Agincourt (8b+/8c) in Buoux. 1986 gewann er die erstmals ausgetragenen Kletter-Wettkämpfe in Bardonecchia und Arco, im Sommer 1989 den ersten Kletterweltcup in den Vereinigten Staaten in Snowbird (Utah), wo er als einziger Kletterer den Endpunkt der Route erreichte. 1989 gelang ihm mit der Route Orange Mechanique (8a) im Free Solo ein bis dahin unerreichter Erfolg. Edlinger gehörte zu den wichtigsten Erschließern des Klettergebiets Céüse.
1995 verunglückte Edlinger bei einer Besteigung eines Calanque schwer und lebte seitdem zurückgezogen.
Er gehörte zu den Mitbegründern des Roc n'Wall Magazins, für das er mehrere Jahre als Herausgeber tätig war und betrieb die Gîte l’Escales in La Palud-sur-Verdon. Edlinger war verheiratet, lebte aber von seiner Frau Matia getrennt. Das Klettern ohne Sicherung gab er nach der Geburt seiner Tochter 2002 auf. Patrick Edlinger starb am 16. November 2012 im Alter von 52 Jahren nach einem häuslichen Treppensturz.

## Gekletterte Routen
- 8c:
  - Maginot Line – Volx (FRA) – 1989 – Erste Wiederholung  der Route von Ben Moon
  - Azincourt – Buoux (FRA) – 1989 – Erste Wiederholung  der Route von Ben Moon

- 8b+:
  - Asymptote – Saint-Crépin (FRA) – 1989 – Erste Wiederholung der Route von Antoine Le Menestrel
  - Les spécialistes – Verdon (FRA) – 1989 – Erste Wiederholung  der Route von  Jean-Baptiste Tribout
  - Are you Ready? – Châteauvert (FRA) – 1988 – Erstbegehung

- 8b:
  - Les sucettes à l'anis – Cimaï (FRA) – 1988 – Erstbegehung

- 8a+:
  - La Femme Blanche – Céüse (FRA) – 1985
  - La Boule – Sainte-Victoire (FRA) – 1984 – Erstbegehung

- 8a:
  - Orange Mécanique – Cimaï (FRA) – 1989 – Free solo Begehung
  - Sphinx Crack – South Platte, Colorado (USA)
  - Ça glisse au pays des merveilles – Buoux (FRA) – 1983 – Erstbegehung

- 7c+:
  - La Femme Noire (7c/7c+) – Céüse (FRA)
  - Fenrir – Verdon (FRA) – 1982 – Erstbegehung

- 7c:
  - Medius – St. Victoire (FRA) – 1981
  - La Polka des ringards – Buoux (FRA) – 1980 On-sight

## Schriften
- Patrick Edlinger, Robert Nicod: Verdon, Opéra vertical. Arthaud, Paris 1983, ISBN 2-7003-0435-7.
- Patrick Edlinger, Alain Ferrand, Jean-François Lemoine: Grimper: Pratique et plaisir de l'escalade. Arthaud, Paris 1985, ISBN 978-2-7003-0502-9.
- Patrick Edlinger, Gérard Kosicki: Rock games: escalades aux USA. Arthaud, Paris 1986, ISBN 978-2-7003-0569-2.

## Filme
- Jean-Paul Janssen: Das Leben an den Fingerspitzen (La vie au bout des doigts). Frankreich, 1983.
- José Giovanni: Unter Wölfen (Les Loups entre eux). Frankreich 1985.
- Jean-Paul Janssen: Opera vertical. Frankreich, 1986.
- Claude Lelouch: La Belle Histoire. Frankreich 1992.